# 水源村 (新潟県)
水源村（みなもとむら）は、かつて新潟県中頸城郡にあった村。

## 沿革
- 1889年（明治22年）4月1日 - 町村制施行に伴い中頸城郡狸平村、東横山村、坪野村、高沢入村、尾神村（一部）が合併し、水源村が発足。
- 1901年（明治34年）11月1日 - 村域を二分割し、次のように隣接自治体と合併して消滅。
  - 大字東横山・狸平 → 中頸城郡黒岩村と合併し黒岩村を新設
  - 大字坪野・高沢入・尾神 → 中頸城郡川谷村、上吉川村（一部）と合併し源村を設置